# まんじゅう大帝国
まんじゅう大帝国（まんじゅうだいていこく）は、日本のお笑いコンビである。2016年6月25日結成。所属事務所はタイタン。

## メンバー
- 竹内 一希（たけうち かずき、1994年4月27日（31歳） - ）

ボケ担当。立ち位置は向かって左。
身長180cm、靴のサイズ27.5cm〜28cm。
東京都世田谷区出身。日本学園高等学校、日本大学芸術学部卒業。落語研究会時代の高座名は、外楼 一拝（あうとろー いっぱい）。
関東落研連合12代目総長。第12回・第13回全日本学生落語選手権・策伝大賞岐阜市長賞受賞。第7回てんしき杯学生落語トーナメント準優勝。
古今亭雛菊とは大学の落研時代からの友人で、彼女の二ツ目披露の会にその縁でヒザ代わりとしてコンビで出演した。
高校時代は野球部のチームメイトと学園祭で漫才をしていた。大学にお笑いサークルがなかったため落語研究会に入り、学生落語界では実力を知られた存在だった。落語家を志すことも一時は考えたものの、落語が持つ人情や昔の風情、様式美にはそれほど愛情が持てなかったという理由から漫才の道を歩むことになった。
- 田中 永真（たなか えいま、1993年3月30日（32歳） - ）

ツッコミ担当。立ち位置は向かって右。
身長171cm、靴のサイズ26cm〜26.5cm。
北海道鶴居村出身。函館ラ・サール高校卒業、東京理科大学理学部第二部数学科中退。落語研究会時代の高座名は、六花亭 空道（ろっかてい そらみち）。
関東落研連合11代目副総長。第5回てんしき杯学生落語トーナメント優勝。
父方の叔父の名前が事務所の先輩・田中裕二（爆笑問題）と同姓同名。
高校時代から芸人志望だったが、相方の竹内同様に大学にお笑いサークルがなかったため落語研究会に入り、1人コントだと思って落語に励んでいた。
賀屋壮也（かが屋）、細田祥平（ひつじねいり）、木場事変（大仰天）、山本陽平（フランスピアノ）とルームシェアしていた。

## 略歴
大学時代は互いに落語研究会に所属し、関東落研連合のつながりで知り合う。学生落語の全国大会『てんしき杯』では、田中が優勝（第5回）、竹内が準優勝（第7回）の実績を残している。同じ落語研究会ではあるものの、竹内が所属していた日芸落研は代々引き継がれたマニュアルに従って稽古を積み、プロ落語家も多数輩出する名門であるのに対し、田中が所属していた東京理科大学の落研は小規模のゆるいサークルであった。
2016年6月、田中が竹内を誘いコンビ結成。没になったコンビ名候補に「忘れんぼう大集合」があった。同年のM-1グランプリ1回戦にフリーとして出場した際、出番を控えたアルコ&ピースの平子祐希と酒井健太が偶然舞台袖からまんじゅう大帝国の漫才を見ており、コンビ名のインパクトやネタの完成度の高さに膝を震わせたというエピソードを自身のラジオ番組『アルコ&ピース D.C.GARAGE』（TBSラジオ）で取り上げ話題となった。
これをきっかけに業界内でも注目を集め、2017年2月にはアマチュアながら品川インターシティホールで開催された『仁義なきネタライブ〜品川死闘篇〜』に出演。同年4月、竹内が所属していた日芸落研の先輩にあたる高田文夫（竹内とは出身高校も同じである）の推薦により、芸能事務所・タイタンに所属することが決まった。しかしプロ転向後はM-1グランプリとの相性が悪く、最高成績は3回戦で止まったままである。
2018年4月、コンビで出演したパイロットコーポレーションのウェブCM「ネタ帳」（制作：AOI Pro.）が、雑誌『ブレーン』主催の動画コンテスト「Brain Online Video Award（BOVA）」で審査員特別賞・協賛企業賞を同時受賞した。
2018年9月、『ENGEIトライアウト』（フジテレビ）で観客投票1位を獲得し、同月放送の『ENGEIグランドスラム』でゴールデンタイム・プライムタイムのテレビ番組に初出演。
2019年4月、竹内が主演、タイタンのマネージャー・八木順一朗が監督を務めた映像作品『実りゆく長野』が、第3回未完成映画予告編大賞にて堤幸彦賞を受賞した。竹内は個人としてもMI-CAN男優賞を受賞した。同作は『実りゆく』として映画化され、2020年10月に公開された。
2019年9月、新宿シアターモリエールで初の単独ライブ『私の番です。たしかにね。』を開催。当初は2日間2公演の予定だったが、チケットが発売日に即完売となったため、2日目の昼に追加公演を実施した。
2024年8月、タイタンライブにて、竹内が結婚したことを報告。

## 賞レース成績

### M-1グランプリ
| 年度             | 結果      | エントリーNo. | 会場                          | 日程     |
| ---------------- | --------- | ------------- | ----------------------------- | -------- |
| 2016年（第12回） | 3回戦進出 | 3338          | [東京] ルミネtheよしもと      | 10月25日 |
| 2017年（第13回） | 3回戦進出 | 1316          | [東京] ルミネtheよしもと      | 10月22日 |
| 2018年（第14回） | 1回戦敗退 | 1993          | [東京] 新宿シアターブラッツ   | 8月17日  |
| 2019年（第15回） | 3回戦進出 | 1876          | [東京] ルミネtheよしもと      | 11月9日  |
| 2020年（第16回） | 2回戦進出 | 2436          | [東京] ルミネtheよしもと      | 11月1日  |
| 2021年（第17回） | 3回戦進出 | 3597          | [東京] よしもと有楽町シアター | 11月1日  |
| 2022年（第18回） | 3回戦進出 | 2693          | [東京] よしもと有楽町シアター | 10月30日 |
| 2023年（第19回） | 3回戦進出 | 2923          | [東京] KANDA SQUARE HALL      | 11月8日  |
| 2024年（第20回） | 3回戦進出 | 4691          | [東京] KANDA SQUARE HALL      | 11月6日  |

### その他
- マイナビ Laughter Night グランドチャンピオン大会2017 - 決勝進出
- Cygames THE MANZAI マスターズ2018 - プレマスターズ出場
- マイナビ Laughter Night グランドチャンピオン大会2019 - 決勝進出
- Cygames THE MANZAI マスターズ2019 - プレマスターズ出場
- オールナイトニッポン0（ZERO）～決戦！お笑い有楽城～ 2021年秋- 優勝
- 第4回ナルゲキ最強決定戦 - 優勝[1]
- ツギクル芸人グランプリ2023 - 決勝進出

## 受賞歴
- 第3回未完成映画予告編大賞 MI-CAN男優賞（竹内一希）

- 令和元年度花形演芸大賞銀賞[22]

## 芸風
- 学生落語の経験を活かし、古典落語に登場する八っつぁん・熊さんの掛け合いのテイストを取り入れた漫才を行っている[12]。時事ネタを行うことも多い。
- 竹内がボケ、田中がツッコミとされることが多いが[23]、田中は強くツッコまずノリツッコミのように竹内のボケに乗っかっていくスタイルのため、Wボケと評されることもある。
- 2017年7月15日放送の『ゴッドタン』（テレビ東京）の企画「この若手知ってんのか!?2017」で「こいつは天才だ！と一目置かれている芸人」部門の2位にランクインし、「おぎやはぎの再来」と紹介された[24]。
- ネタは田中がアイデアを出し竹内が最終判断を下すという形で、2人で作っている[25]。
- 結成当初はカジュアルな服装で舞台に上がっていたが、タイタン入所後は揃いの蝶ネクタイとベストという衣装になった。

## 作品

### DVD
- 詰め合わせ（2020年1月29日、コンテンツリーグ）
- まんじゅう大帝国 第一回単独公演 「私の番です。たしかにね。」（2019年9月収録・2020年10月発売）

## 出演歴

### テレビ
- 笑レース（2018年3月12日、フジテレビ）
- 目指せ!! アウトレット芸人5（2018年7月18日、千葉テレビ）
- にちようチャップリン（2018年9月9日、テレビ東京）
- ENGEIトライアウト（2018年9月25日、フジテレビ）
- ENGEIグランドスラム（2018年9月29日[注釈 1]、2019年8月17日、フジテレビ）
- 前略、西東さん（2018年10月27日、中京テレビ）
- ウルトラマンR/B（2018年11月3日、テレビ東京）竹内のみ - 山田（ザラブ星人人間態及び声）役
- ネタパレ（2018年11月16日、2019年1月11日・10月25日、2020年1月24日、フジテレビ）
- みんなの2020バンバンジャパーン!（2018年11月24日、NHK Eテレ）竹内のみ
- THE MANZAI プレマスターズ（2018年12月1日、2019年11月30日、2020年12月5日、2023年12月10日、フジテレビ）
- 爆チュー問題 季節外れのクリスマスライブ（2019年2月13日、フジテレビ）
- ゆく時代くる時代〜平成最後の日スペシャル〜（2019年4月30日、NHK総合）
- FNS27時間テレビ にほんのスポーツは強いっ!（2019年11月3日、フジテレビ）竹内のみ
- 有田P おもてなす（2019年11月16日、NHK総合）
- 爆笑問題のシンパイ賞!!（2019年12月13日、2021年9月12日（竹内のみ）、テレビ朝日）
- ネタパレ元日SP（2019年12月31日、フジテレビ）
- 爆笑ヒットパレード（2020年1月1日、フジテレビ）
- 新春生放送!東西笑いの殿堂（2020年1月3日、NHK総合）
- お願い!ランキング ネタサンド!（2020年1月23日、テレビ朝日）
- 爆問THE看板メニュー（2020年2月16日、テレビ東京）
- 爆笑問題vs霜降り明星 第七世代と真剣勝負せよ！ネタジェネバトル2020（2020年6月13日、テレビ朝日）
- 球辞苑 〜プロ野球が100倍楽しくなるキーワードたち〜（2021年12月21日、NHK BS1）　竹内のみ
- 賞金奪い合いネタバトル ソウドリ〜SOUDORI〜（2022年2月28日、TBS）
- オンエア決めろ！ー笑武ー（2022年6月14日、BSJapanext）
- 新美の巨人たち（2023年3月4日、テレビ東京）
- 大須テレビ（2023年9月25日、テレビ愛知）

### ラジオ
- マイナビ Laughter Night（2016年11月5日、2017年3月18日・6月16日・10月20日・12月8日、2018年1月12日・3月16日・6月22日・8月17日・11月16日、2019年12月6日、2022年4月1日[26]・6月10日[27]、TBSラジオ）
- 火曜JUNK 爆笑問題カーボーイ（2017年4月18日、2019年1月1日・4月30日、TBSラジオ）
- Nらじ（2018年12月26日、NHKラジオ第1放送）竹内のみ
- God Bless Saturday（2018年12月29日、FMヨコハマ）
- 高田文夫のラジオビバリー昼ズ（2019年3月29日・8月23日、2021年11月12日、ニッポン放送）
- 爆笑問題の日曜サンデー「サンデー寄席2019」（2019年9月15日[28]、TBSラジオ）
- らくごのデンパ（2019年9月22日・9月29日、文化放送）
- 赤江珠緒 たまむすび（2019年11月14日、TBSラジオ）
- ザ・ラジオショー（2020年12月28日、2021年10月14日、ニッポン放送）
- オールナイトニッポン0（ZERO）～決戦!お笑い有楽城～（2021年10月9日、ニッポン放送）
- まんじゅう大帝国のオールナイトニッポン0（ZERO）（2021年11月20日、ニッポン放送）

### テレビドラマ
- 特命おばさん検事! 花村絢乃の事件ファイルスペシャル（2019年12月20日、テレビ東京）竹内のみ - 蓑田保 役
- ドラマBiz「行列の女神〜らーめん才遊記〜」（2020年5月18日、テレビ東京）竹内のみ - 野崎役

### 映画
- 実りゆく（2020年・彩プロ） - 主演・松尾実役（竹内）、エーマ役（田中）
- 泣く子はいねえが（2020年・バンダイナムコアーツ、スターサンズ）竹内のみ・声の出演
- 君は永遠にそいつらより若い（2021年・Atemo）竹内のみ
- 愚か者のブルース（2022年・アークエンターテインメント）竹内のみ
- 怪獣ヤロウ!（2025年） - 鉄道職員 役（竹内のみ）

### インターネット配信

#### バラエティ
- 爆チュー問題（2018年12月21日、2019年2月13日・2月27日・12月21日、フジテレビオンデマンド）

#### ドラマ
- シーブリーズ「Poolside Destiny ―廃校って運命ですか?」（2019年4月24日 - 6月26日）竹内のみ - 田所 役

#### ラジオ
- 爆笑問題のUSEN-MAN（2017年9月28日 - 2018年3月22日、不定期出演、SMART USEN）
- マイナビ Laughter Night 月間チャンピオントーク（2019年1月26日・1月31日、ラジオクラウド）
- 東京ガス オリジナルオーディオブック 小さな音の物語 〜Fictions in a dream〜 「家の祭り」（2019年5月17日、audiobook.jp）竹内のみ

#### その他
- 短編映画「大女優 乾麗子」（2019年）  - 井川祐一役（田中）、根本卓役（竹内）
- GQ JAPAN「GQ Sunday Night Comedy 日曜の夜に、笑いを。〜まんじゅう大帝国〜」[29]（2019年6月2日 - 6月30日、9月8日 - 10月20日）
- 短編映画「ご報告です、本当の愛見つけました」（2022年4月1日、YouTube）田中のみ
- 櫻坂46 7thシングル『承認欲求』TYPE-C 特典映像 「アドリブ高校３年Ｓ組 凪紗先生」（2023年10月18日発売）
- SMBC×わたせせいぞう オリジナル作品「ハートフル・メモリーズ-心に残る思い出-」（2024年5月26日）竹内のみ・声の出演

### CM
- パイロットコーポレーション「ネタ帳」（2018年）
- イーデザイン損保 「自動車保険、どれも同じ？」篇・「自動車保険にセンサーってどうなの？」篇（2023年）竹内のみ・声の出演
- 雪印メグミルク株式会社「カラダの変わり目に、どうにかして！」篇・「カラダの変わり目に、一石二腸！」篇（2024年）竹内のみ・声の出演

### ミュージックビデオ
- キウイブラザーズ「ゼスプリ アゲリシャス」完成版・未完成版 （2019年）
- South Penguin「tiger」（2024年）

### ライブ

#### 単独公演
- 私の番です。たしかにね。（2019年9月2日・3日、新宿シアターモリエール）

#### トークライブ
- まんじゅう大帝国のおしゃべり大外交（不定期開催、Naked Loft）

#### その他
- 爆笑問題 with タイタンシネマライブ（隔月開催、時事通信ホール）
- TITAN LIVE Rhea（隔月開催、ザムザ阿佐谷）
- TITAN LIVE U40（不定期開催、阿佐ヶ谷アートスペースプロット）